# Aszpartám
Az aszpartám (INN: aspartame) mesterséges édesítőszer. Kémiailag dipeptid származék, ami L-aszparaginsavból és L-fenil-alaninból állítható elő. Az 1970-es évek óta igen széles körben alkalmazzák az élelmiszeriparban. Jelölése az EU-ban: E951.
Az aszpartám az esszenciális fenilalanin és a nem-esszenciális aszparaginsav aminosavak dipeptidjének metil-észtere, szervezetben aszparaginsavra, fenilalaninre és metanolra bomlik. A fenilketonuria nevű, ritka genetikai betegségben szenvedők szervezete a fenilalanint nem tudja elbontani, erre figyelmeztet a „fenil-alanin forrást tartalmaz” felirat az aszpartámmal édesített termékeken. Az EU Élelmiszer Tudományi Bizottsága (EFSA, European Food Safety Authority) az interneten terjedő, és az aszpartámnak tulajdonított káros hatásokról szóló vélelmekre tekintettel felülvizsgálta az aszpartám toxicitását. Cáfolta az aszpartámra vonatkozó vádakat és arra a következtetésre jutott, hogy a 40 mg/testtömeg kg-os megengedhető napi beviteli szint helyes és továbbra is fenntartható.
A VIII. Magyar Gyógyszerkönyvben  Aspartamum      néven hivatalos.  

## Kémiai tulajdonságok
Az aszpartám molekularácsban kristályosodó, színtelen anyag, mely vízben kevéssé, etil-alkoholban jobban oldódik. Vizes oldata gyengén savas kémhatású, és savas kémhatáson vízoldhatósága jelentősen nő. (Ezért alkalmas üdítők, szörpök ízesítésére is.)
Az aszpartám a répacukornál mintegy kétszázszor édesebb ízű anyag. Éppen ezért a vegyület bomlása során felszabaduló energiamennyiség és az édes ízhatás lényegesen kedvezőbb arányt mutat, mint a répacukornál. Ez indokolja édesítőszerként, diétás készítményekben való alkalmazását. Bár az édes íz érzete az aszpartám esetén a mesterséges édesítőszereket alapul véve jól közelíti a cukorét, attól azért mind intenzitásában, mind hatóidejében eltér. Ezért más mesterséges édesítőszerekkel együttesen, keverékként adják az élelmiszerekhez, hogy a cukor ízhatását minél tökéletesebben megközelítsék. Jól kombinálható például aceszulfám-K-val. Az aszpartám-aceszulfámsó néven ismert édesítőszert  3:2 tömegarányban aszpartámból (E 951) és aceszulfámból (E 950) állítják elő  és az Európai Unióban az E962 jegyzékszámot viseli.
Savas vagy lúgos hidrolízisekor az észterkötés felbomlásával metanol (metil-alkohol), erélyesebb körülmények között a peptidkötés felbomlásával aszparaginsav és fenil-alanin keletkezik. 
A peptidkötés lúgos kémhatáson illetve melegítés hatására is bomlik. Ezért az aszpartám sütőipari termékek édesítésére kevésbé alkalmas (bár hőstabilitása bizonyos anyagok jelenlétében, például maltodextrin vagy bizonyos zsírok, olajok mellett, növelhető).

## Biológiai hatás
Az inzulin okozta gyulladást kiváltva súlyosítja az atherosclerosist.

## Megengedett mennyiségek
Elfogadható napi beviteli mennyiség: 40 mg testtömegkilogrammonként.
Az aszpartámot meghatározott élelmiszerekben használhatják fel. Az ezekben megengedett mennyiségek:
- Csökkentett energiatartalmú ill. cukormentes alkoholmentes italok (max. 600 mg/l)
- Csökkentett energiatartalmú ill. cukormentes desszertek (max. 2000 mg/kg)
- Csökkentett energiatartalmú ill. cukormentes édességek (max. 500 – 1000 mg/kg)
- Csökkentett energiatartalmú ill. cukormentes lekvárok, dzsemek, zselék (max. 1000 mg/kg)
- Édes-savanyú gyümölcs- és zöldségkonzervek (max. 300 mg/kg)
- Édes-savanyú konzervek halból, tenger gyümölcseiből és puhatestűekből (max. 300 mg/kg)
- Gabonából vagy diófélékből készült snackek (max. 350 mg/kg)
- Alkoholos italok (max. 600 mg/kg)

## Kritikák és cáfolatok
- National Geographic Magyarország 2006. május 5-i cikke az aszpartám rákkeltő hatását cáfoló vizsgálatokról
- Tények az aszpartámról – az OÉTI cáfolata
- Tudományos alaposságú kísérlet és dokumentáció az aszpartám és a metabolikus szindróma kialakulásával kapcsolatban